# Nicola di Antiochia
Nicola di Antiochia (Antiochia di Siria, I secolo – I secolo) fu uno dei sette diaconi scelti dopo la Pentecoste dalla comunità cristiana di Gerusalemme affinché aiutassero gli Apostoli di Gesù nel ministero della fede.

## Biografia
Di Nicola si hanno poche notizie: visse nel I secolo, era un proselito originario di Antiochia di Siria e fu uno dei sette diaconi della Chiesa di Gerusalemme, eletti dall'assemblea dei fedeli e a cui gli apostoli imposero le mani.
La sua elezione è riportata negli Atti degli Apostoli:
(Atti 6,5)

## Legami con il nicolaismo
Secondo sant'Ireneo di Lione, Nicola di Antiochia fu il fondatore della setta dei nicolaiti citati a più riprese nell’Apocalisse di Giovanni:
(Apocalisse 2,6)
(Apocalisse 2,15)
Inoltre, l'intera quarta lettera dell'Apocalisse (2,18-29) è dedicata alla profetessa Gezabele di Tiatira, probabilmente nicolaita, che seduceva i cristiani inducendoli alla fornicazione e a mangiare carni consacrate agli idoli.
La tesi che il diacono Nicola sia il fondatore del nicolaismo fu, però, rifiutata da Eusebio di Cesarea.

## Culto
Le Chiese cristiane non accolgono l’identificazione del primo diacono con il fondatore del nicolaismo e lo venerano come santo. Per la Chiesa cattolica, la sua memoria liturgica è fissata dal Martirologio Romano al 28 luglio.